# 足利市立山前小学校
足利市立山前小学校（あしかがしりつ やままえしょうがっこう）は、栃木県足利市山下町にある公立小学校。

## 概要
通称は「山前小」。栃木県足利市の西部に位置し、児童数は約670名（2015年5月現在）と比較的大きな小学校と言える。
服装基本的に決まりは無く、自由である。

## 沿革
- 1873年（明治6年）- 山下村字鹿島の円性寺に山下学校、大前村字丸山の自性院に大前学校を置く。
- 1876年（明治9年）- 山下学校・大前学校ともに小俣学校の分校となる。
- 1877年（明治10年）- 山下学校は、現在地に校舎新築移転。
- 1879年（明治12年）- 山下学校・大前学校とも小俣学校より独立。
- 1885年（明治18年）- 山下学校は大前学校を合併し、栃木県足利郡第七番公立山下学校となる。
- 1893年（明治26年）- 坂西分村により、山前尋常小学校と改称。高等科を併置して山前尋常高等小学校と改称。
- 1926年（大正15年）- 山前村青年訓練所を併置。
- 1935年（昭和10年）- 同上を廃止し、山前青年学校を併置。
- 1941年（昭和16年）- 山前村国民学校と改称。
- 1947年（昭和22年）- 山前村立山前小学校と改称。山前中学校が校舎を共有して発足。
- 1954年（昭和29年）- 山前村の足利市へ合併により足利市立山前小学校と改称。
- 1961年（昭和36年）- 山前・三重中学校の統合により旧山前中学校の校舎・校地が小学校の管理に移る。
- 1973年（昭和48年）- 児童数増加と校舎老朽化により校舎改築着工。
- 1977年（昭和52年）- 創立100年祭、校舎落成記念式典挙行。
- 1998年（平成10年）- 難聴学級開設。

## 通学区域
- 足利市
  - 大前町[1]
  - 山下町
  - 鹿島町

## 進学先中学校
- 足利市立西中学校

## 交通
- JR両毛線 山前駅より約880m
- 足利市生活路線バス松田線 山前小前バス停より約180m